# 게티이미지

게티이미지의 로고

게티이미지(영어: Getty Images 게티 이미지스[*])는 미국 워싱턴주 시애틀에 본사를 둔 스톡 포토 에이전시이다.
전세계 약 834,000명의 고객을 보유하고 있으며, 사이트 내 연간 27억 회 이상 검색이 발생하고 있다.
23개 언어로 서비스를 제공하고 있다. 약 51만6천명의 기고자로부터 작품을 위탁받은 5억2천만 점 이상의 사진과 동영상을 보유하고 있으며, 이를 전세계 유저에게 라이선스하고 있다.
2022년 7월, 뉴욕 증권거래소에 상장하였다. (NYSE: GETY)